# 측주 (도구)

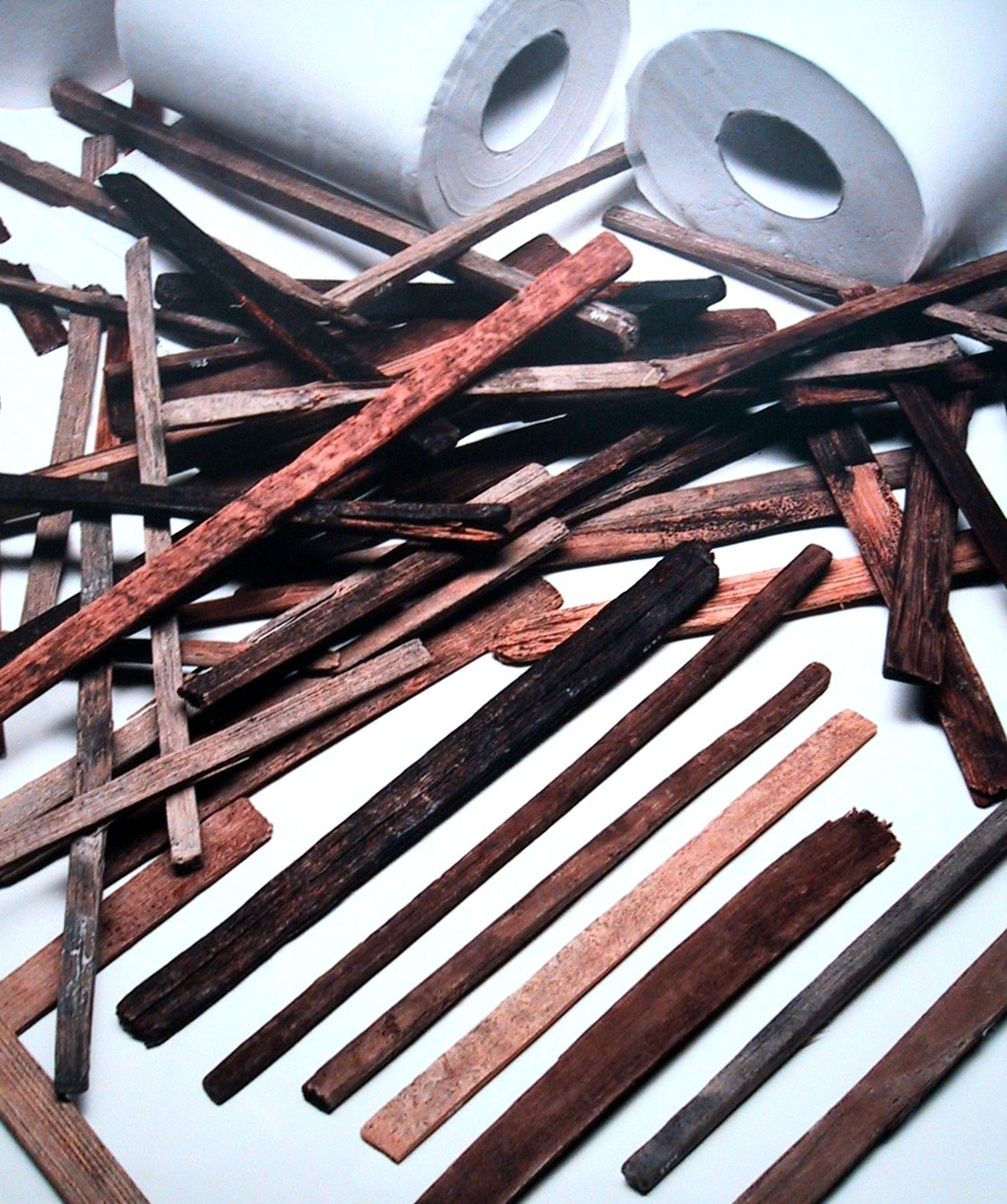
나라 시대(710–784)의 일본 추기와 크기 비교를 위한 현대 화장지

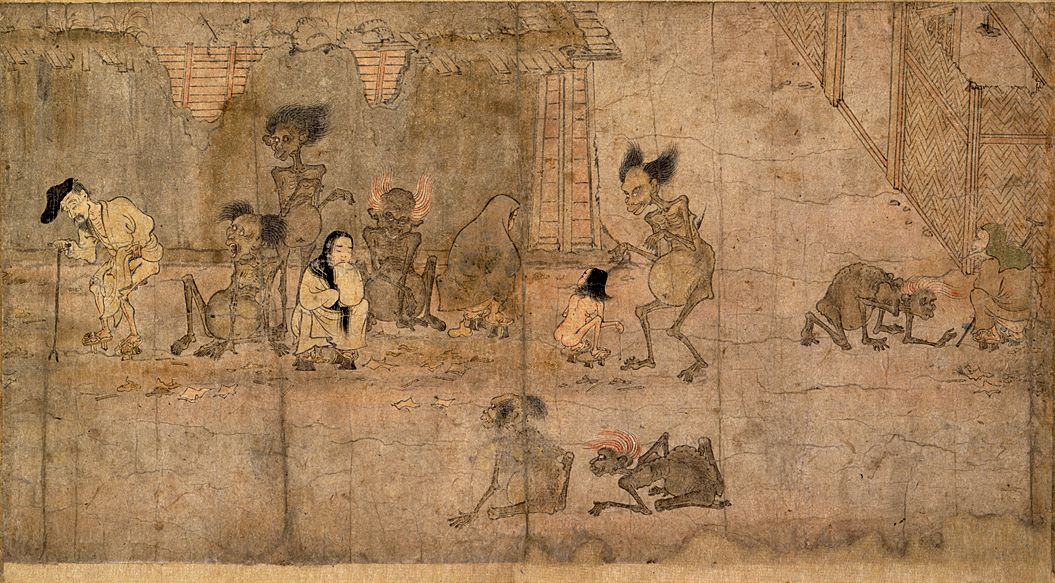

측주(廁籌)는 항문 위생을 위해 '화장지 대신 사용하는 얇은 막대기'를 의미하며, 중국불교와 일본불교를 통해 전래된 물질문화의 역사적 물품이었다.